# Euphyia cnephaeopa
Euphyia cnephaeopa är en fjärilsart som beskrevs av Turner 1926. Euphyia cnephaeopa ingår i släktet Euphyia och familjen mätare. Inga underarter finns listade i Catalogue of Life.